# Tages
Tages – bóg mądrości w mitologii etruskiej i rzymskiej.
Według legendy, w okolicy miasta Tarquinia ukazał się Etruskom w czasie orki, kiedy z zaorywanej bruzdy wyłonił się jako dziecko z twarzą starca, siwymi włosami i brodą. Uważany był za syna Genius Jovialis. Posiadał on dar proroczy. Przepowiadał przyszłość i uczył innych zasad wróżbiarstwa.
Po śmierci Tagesa spisano jego słowa. Powstały księgi etruskie poświęcone wróżbiarstwu.
Specjalni kapłani haruspikowie zajmowali się wyjaśnianiem wróżb. Wróżyli z wnętrzności zwierząt zabijanych na ofiarę, obserwowali błyskawice i po ich kolorze wyjaśniali od jakiego boga pochodzą. Stworzyli system wróżb, które później wykorzystywano w Rzymie. 